# Оркестр Консертгебау

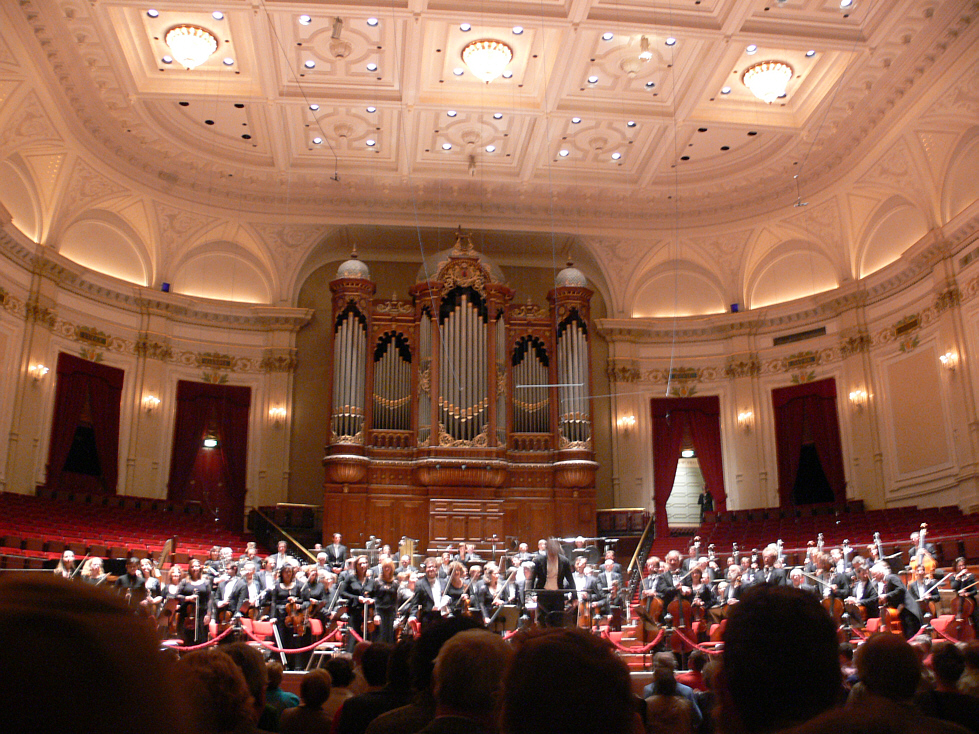
Орекстр у залі Консертгебау

Королівський оркестр Консе́ртгебау (нід. Koninklijk Concertgebouworkest) — провідний симфонічний оркестр Нідерландів, заснований у 1888 році; базується в амстердамській концертній залі Консертгебау.
Назва оркестру походить від назви концертного залу Консертгебау, в якому оркестр дає свої домашні концерти (а назва концертного залу, у свою чергу, перекладається з нідерландської просто як «концертний зал»).
Звання Королівського (Koninklijk) було присвоєно оркестру на відзначення його сторіччя королевою Беатрікс у 1988 році.
Світове визнання оркестрові принесло півстолітнє керівництво колективом нідерландського диригента Віллема Менгельберга, який зробив ставку на музику своїх сучасників, композиторів першої половини XX століття — Ріхарда Штрауса, Сергія Прокоф'єва, Ігоря Стравінського та інших.

## Головні диригенти оркестра
- Віллем Кес (1888—1895);
- Віллем Менгельберг (1895—1945);
- Едуард ван Бейнум (1945—1959);
- Бернард Гайтінк (1961—1988, у 1961—1963 спільно з Ойґеном Йохумом);
- Рікардо Шаї (1988—2004);
- Маріс Янсонс (від 2004 року)